# クレイステネス

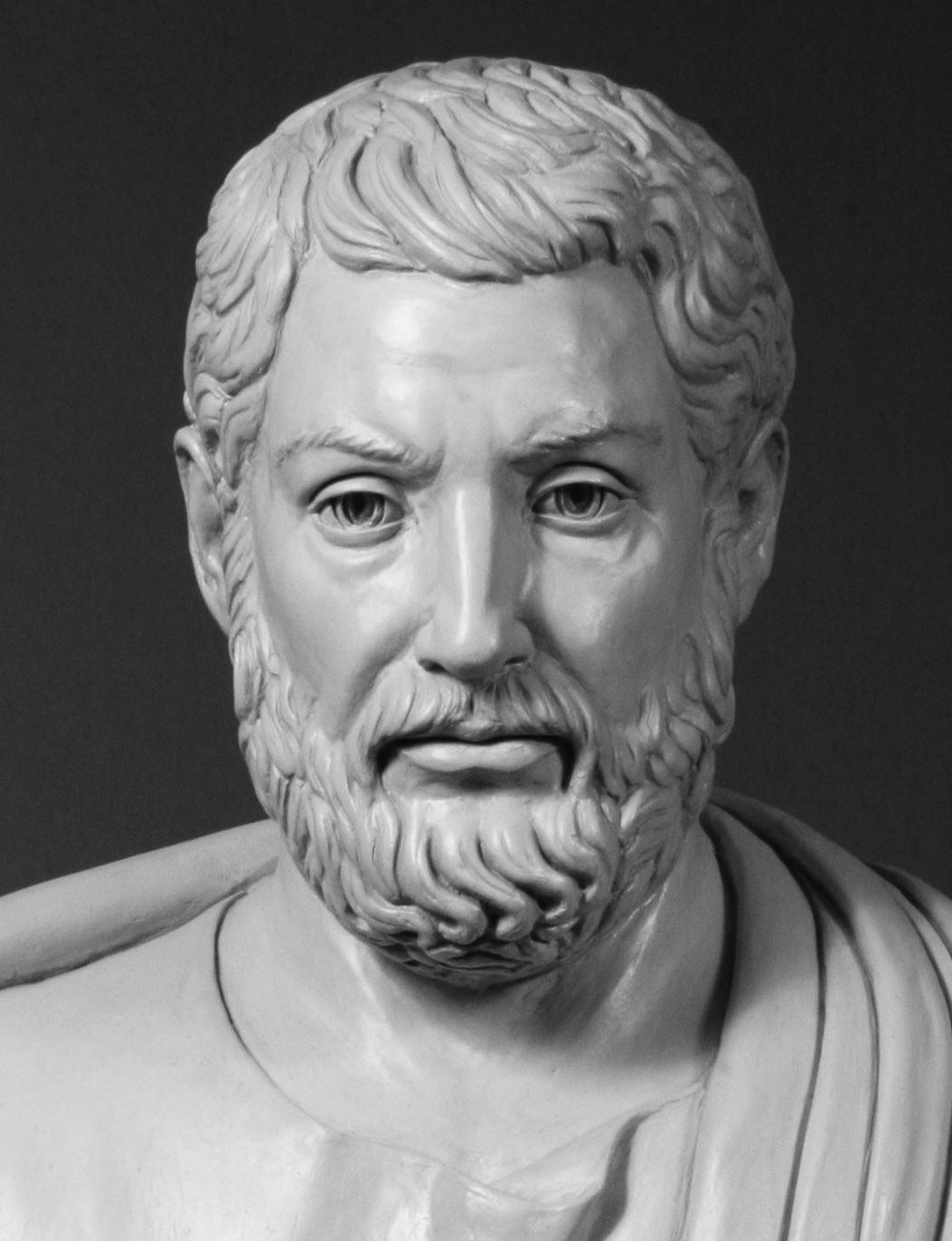
クレイステネス

クレイステネス（古代ギリシャ語: Κλεισθένης, ラテン文字転写: Kleisthénēs, 紀元前6世紀後半 - 紀元前5世紀前半）は名門アルクメオン家出身の貴族で、古代アテナイの民主主義者。
クレイステネスはアテナイの貴族メガクレスと、シキュオンの僭主クレイステネスの娘アガリステとの間の息子である（古代ギリシアでは祖父の名を孫に付けることがしばしばなされていた）。アルクメオン家は紀元前510年に僭主ヒッピアスをスパルタと組んで追放すると、その後の政治的混乱を収拾してアテナイの実権を握り、民主主義的な改革を推進した。
クレイステネスは新たなる行政・軍事上の区分単位として、旧来の血縁による4部族制を廃止し、地縁に基づく10部族制のデーモス（区）制定及び10部族制デーモスを基礎とした五百人評議会の設置を行い、将軍職（ストラテゴス）を定めるなどアテナイ民主政の基礎を確立した。また、僭主の出現を阻むためにオストラシズム（陶片追放）の制度も創設した。